# Nathan Furst
Nathan Furst  (* 4. Juli 1978 in Northridge, Kalifornien) ist ein US-amerikanischer Filmkomponist.

## Leben
Nathan Furst ist einer der Söhne des Filmregisseurs Stephen Furst. Sein jüngerer Bruder Griff Furst ist ebenfalls als Regisseur im Filmgeschäft tätig. Gemeinsam inszenierten sie 2018 den Film Nightmare Shark, womit Furst sein Regiedebüt gab.
Furst selbst ist seit Beginn der 1990er als Filmkomponist aktiv, seit  1999 auf regelmäßiger Basis. Er ist vor allem für Fernsehproduktionen tätig, insbesondere Low-Budget-Horrorfilme. Sein Schaffen umfasst rund 50 Produktionen. Gelegentlich arbeitet er auch mit seinem Bruder zusammen.

## Filmografie (Auswahl)
- 2003: Bionicle – Die Maske des Lichts – Der Film (Bionicle: Mask of Light)
- 2003: Schöne Bescherung 2 – Eddie geht baden (Christmas Vacation 2: Cousin Eddie’s Island Adventure)
- 2004: Bionicle 2 – Die Legenden von Metru Nui (Bionicle 2: Legends of Metru Nui)
- 2006: King Tut – Der Fluch des Pharao (The Curse of King Tut’s Tomb)
- 2006: Magma – Die Welt brennt (Magma: Volcanic Disaster)
- 2006: Basilisk – Der Schlangenkönig (Basilisk: The Serpent King) (Fernsehfilm)
- 2006: Grendel
- 2007: Lake Placid 2 (Fernsehfilm)
- 2007: Rache – Vergeltung hat ihren Preis (Already Dead)
- 2008: Shark Swarm – Angriff der Haie (Shark Swarm)
- 2010: Lake Placid 3 (Fernsehfilm)
- 2011: Liebe trotzt dem Sturm (Love's Christmas Journey)
- 2012: Act of Valor
- 2012: Zwölf Runden 2 – Reloaded (12 Rounds 2: Reloaded)
- 2014: Need for Speed
- 2017: 6 Below – Verschollen im Schnee (6 Below: Miracle on the Mountain)
- 2018: Nightmare Shark
- 2023: 57 Seconds